# Filarete (metropolita di Mosca)
Filarete, al secolo Vasilij Michajlovič Drozdov (in russo Васи́лий Миха́йлович Дроздо́в?) (Kolomna, 26 dicembre 1782 – Mosca, 19 novembre 1867), fu, dal 3 luglio 1821 al 19 novembre 1867, giorno della sua morte, metropolita di Mosca. Fu inoltre scrittore di diverse opere di carattere teologico e si occupò, insieme ad altri studiosi, della traduzione russa della Bibbia.

## Biografia
Vasilij Drozdov nacque a Kolomna il 26 dicembre 1782, e nella stessa città iniziò gli studi seminaristici, poi proseguiti nel Monastero della Trinità di San Sergio di Sergiev Posad del quale, in seguito, divenne anche professore. Nel 1810 fu nominato docente di teologia dell'accademia ecclesiastica del Monastero di Aleksandr Nevskij di San Pietroburgo, e nel 1812 ne divenne direttore.
Nel 1813 tenne un discorso durante il funerale di Michail Illarionovič Kutuzov, nel quale attribuì la vittoria russa nella campagna napoleonica in Russia dell'anno precedente come dovuta alla superiorità morale del popolo russo.

## Carriera ecclesiastica

### Vescovo di Reval ed arcivescovo di Tver' e Jaroslavl'
Nel 1817 prese i voti monacali e assunse il nome di Filarete. Il 5 agosto dello stesso anno fu nominato primo vescovo di Reval e vicario generale di San Pietroburgo, cariche che mantenne fino al 15 marzo 1819, quando divenne arcivescovo di Tver'; nel frattempo era entrato a far parte del Santissimo Sinodo. Il 26 settembre 1820 divenne arcivescovo di Jaroslavl'.

### Vescovo di Mosca

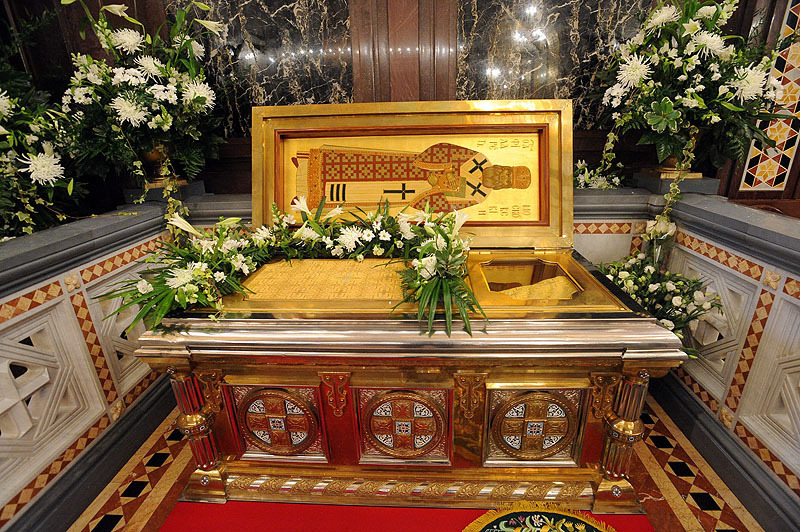
Tomba di Filarete

Il 3 luglio 1821 venne eletto vescovo di Mosca sostituendo Serafino (che, curiosamente, era stato suo predecessore anche a Tver'), e nel 1826 assunse il titolo di metropolita.
Nei suoi quarantasei anni di vescovado si fece conoscere come influente oratore, guadagnandosi anche le ostilità dello zar Alessandro II, che nel 1855 gli diede il divieto di lasciare il territorio dell'eparchia. Tuttavia, una leggenda metropolitana sostiene che fu proprio Filarete a scrivere allo zar il discorso pronunciato in occasione della riforma emancipativa del 1861.
Fu inoltre uno strenuo oppositore del movimento dei Vecchi credenti, che perseguì sequestrando e chiudendo un gran numero di chiese e monasteri (come il cimitero di Rogozhskoye, loro sede principale) e facendone arrestare molteplici rappresentanti, come vescovi o monaci.
Morì il 19 novembre 1867 e venne sepolto nel monastero della Trinità di San Sergio a Sergiev Posad, nel quale aveva studiato ed insegnato.
Venne santificato il 13 ottobre 1994 dal patriarca Alessio II.

## Opere

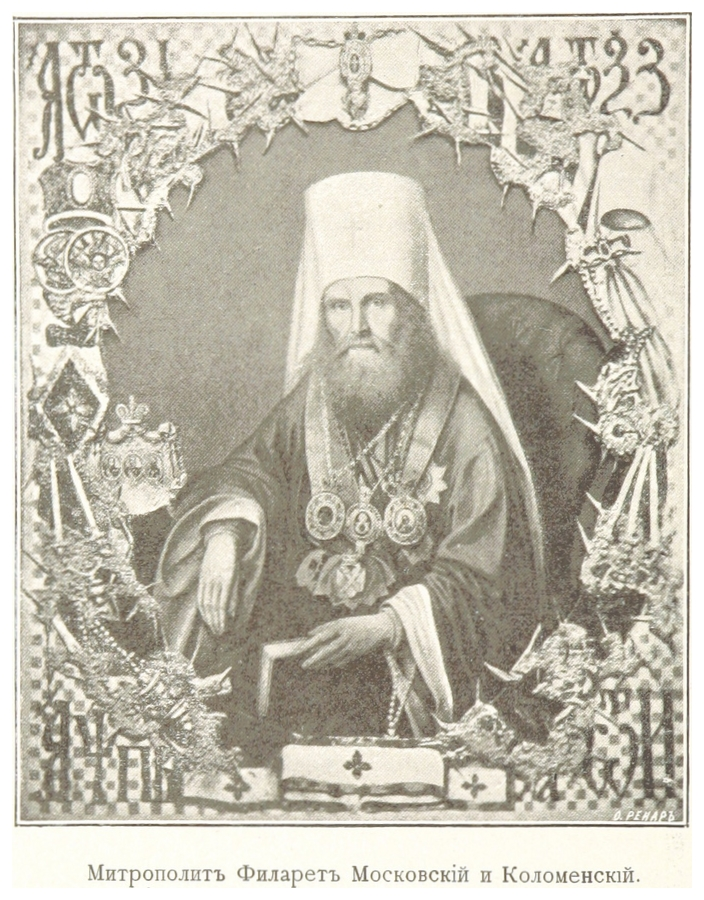
Ritratto postumo di Filarete (1897)

Oltre a commentari biblici, in gioventù Filarete scrisse anche poesie di carattere spirituale, oggi perdute, ispirandosi a Puškin.
- Colloquio tra un Credente ed uno scettico sulla Vera Dottrina della Chiesa Greco-Ortodossa, San Pietroburgo, 1815.
- Compendio di Storia Sacra, 1816.
- Commento sulla Genesi, 1816.
- Tentativo di spiegazione del Salmo 57, 1818.
- Sermoni dedicati a Tempi Vari, 1820.
- Estratti dai Quattro Vangeli e dagli Atti degli Apostoli per l'utilizzo nelle scuole laiche, 1820.
- Catechismo Cristiano, 1823.
- Principi di Istruzione Religiosa, 1828.
- Estratti dai Libri Storici dell'Antico Testamento, 1828-1830.
- Nuova raccolta di sermoni, 1830-1836.